# جونرو آنان
جونرو آنان (انگلیسی: Junro Anan; ۲ سپتامبر ۱۹۳۷ – ۳۰ ژوئیهٔ ۲۰۲۴) بازیکن بیس‌بال اهل ژاپن بود.